# Chiến tranh Genkō
Chiến tranh Genkō (元弘の乱, Genkō no Ran) là một cuộc nội chiến xảy ra vào cuối thời kỳ Kamakura, do Thiên hoàng Go-Daigo khởi xướng nhằm lật đổ Mạc phủ Kamakura. Cuộc nội chiến diễn ra từ năm Gentoku (Nguyên Đức) thứ 3 (1331) đến năm Genkō (Nguyên Hoằng) thứ 3 (1333) và lan rộng trên toàn quốc. Cuộc xung đột chính diễn ra giữa phe gia tộc Hōjō Tōkuso, đứng đầu là Hōjō Takatoki, ủng hộ Mạc phủ Kamakura và phe đối lập do Thiên hoàng Go-Daigo dẫn đầu chống lại Mạc phủ.
Về thời điểm kết thúc cuộc chiến, có nhiều ý kiến khác nhau, nhưng phần lớn cho rằng sự sụp đổ Mạc phủ vào khoảng từ tháng 5 đến tháng 6 năm 1333 là dấu mốc kết thúc cuộc chiến này.
Chiến tranh Genkō là sự kiện quan trọng dẫn đến sự sụp đổ Mạc phủ Kamakura và mở đường cho chính quyền mới của Thiên hoàng Go-Daigo, được gọi là Kenmu no Shinsei (Kiến Vũ tân chính).

## Tổng quan
Có nhiều lý do được đưa ra về việc Thiên hoàng Go-Daigo quyết tâm lật đổ Mạc phủ Kamakura, nhưng đến cuối năm Gentoku thứ 2 (1330), ông đã bắt đầu lập kế hoạch cụ thể để lật đổ Mạc phủ. Ngày 5 tháng 6 năm 1331, cận thần Thiên hoàng là Yoshida Sadafusa đã tiết lộ kế hoạch này cho cơ quan Rokuhara Tandai (Lục Ba La Thám Đề) của Mạc phủ. Nhờ đó, Mạc phủ phát hiện ra âm mưu này và cử lực lượng truy quét, từ đó dẫn đến cuộc xung đột giữa hai bên.
Ngày 11 tháng 9 năm 1331, Thiên hoàng Go-Daigo đổi niên hiệu thành "Genkō" (Nguyên Hoằng) và cuối tháng đó ông rời khỏi Kyoto, tập hợp lực lượng tại núi Kasagiyama. Tuy nhiên, cuộc nổi dậy ban đầu này đã thất bại, Thiên hoàng Go-Daigo và Hoàng tử Takanaga bị bắt, và Thiên hoàng bị lưu đày ra đảo Oki. Chuỗi sự kiện này thường được gọi là "Biến cố Genkō" và được coi là một phần Chiến tranh Genkō.
Đến năm 1333, Kusunoki Masashige và Hoàng tử Morinaga một lần nữa nổi dậy, trong khi Thiên hoàng Go-Daigo cũng thoát khỏi nơi lưu đày. Các cuộc chiến phòng ngự của phe Kusunoki (trận tháp thành Akasaka và Chihaya) cùng với việc lệnh Thiên hoàng lan rộng trên khắp cả nước đã dần giúp phe chống Mạc phủ hồi phục thế lực. Một bước ngoặt lớn khác là khi Ashikaga Takauji rời bỏ Mạc phủ, gây ra cú sốc nặng nề cho Mạc phủ Kamakura.
Ngày 4 tháng 7 năm 1333, trong trận chiến Tōshōji tại Kamakura, lực lượng chủ lực Mạc phủ, đứng đầu là Hōjō Takatoki, đã bị tiêu diệt, dẫn đến sự sụp đổ Mạc phủ Kamakura. Ở Kyushu, phe Thiên hoàng cũng giành chiến thắng và chinh phục cơ quan Chinzei Tandai (Trấn Tây Thám Đề).
Sau khi lật đổ Mạc phủ, Thiên hoàng Go-Daigo trở về Kyoto vào ngày 17 tháng 7 năm 1333, phế truất Thiên hoàng Kōgon, thống nhất niên hiệu thành "Genkō", và bắt đầu chính quyền mới mang tên Kenmu no Shinsei. Như vậy, Chiến tranh Genkō đã kết thúc bằng sự sụp đổ Mạc phủ Kamakura.

## Bối cảnh

### Tình hình thời Mạc phủ Kamakura

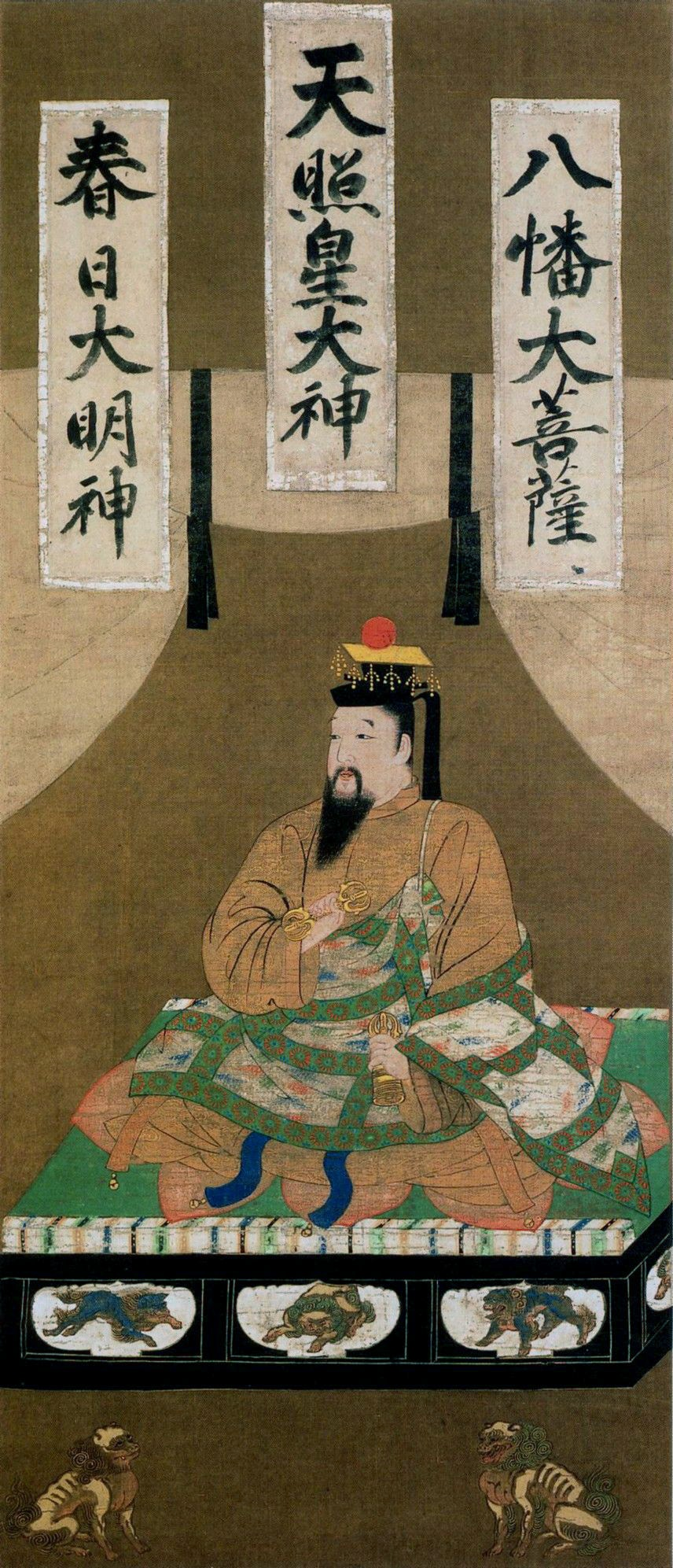
Hình ảnh lụa màu Thiên hoàng Go-Daigo năm 1339

Vào cuối thời kỳ Kamakura, quyền lực thực sự Mạc phủ nằm trong tay gia tộc Hōjō Tōkuso, một thời kỳ được gọi là "Tōkuso Chuyên chế". Gia tộc Hōjō Tōkuso mở rộng thế lực và kiểm soát nhiều lãnh thổ (chigyō-kuni), tuy nhiên tầng lớp gokenin (Ngự gia nhân, võ sĩ trung thành với Mạc phủ) ngày càng trở nên bất mãn. Cuộc sống của các gokenin dần trở nên khó khăn vì các lý do sau:
- Gánh nặng từ nhiệm vụ phòng thủ ngoại quốc (Ikoku Keigo Banyaku): Sau các cuộc xâm lược quân Nguyên Mông, các nhiệm vụ bảo vệ quốc gia vẫn tiếp tục được giao cho các gokenin, đặt gánh nặng nặng nề lên họ.
- Trì hoãn việc trao thưởng sau các cuộc chiến Nguyên Mông: Sau cuộc xâm lược quân Nguyên, các phần thưởng không được phân phát đầy đủ, và việc trì trệ trong xét xử các vụ kiện càng khiến các gokenin bất mãn.
- Kinh tế tiền tệ phát triển và sự chia nhỏ lãnh địa: Trong bối cảnh kinh tế thay đổi và lãnh địa bị chia nhỏ, nền tảng kinh tế gokenin bị lung lay.

Mạc phủ Kamakura đã ban hành các chỉ thị để giải quyết vấn đề xã hội, như sắc lệnh Tokuseirei (để xóa nợ), nhưng tình hình hỗn loạn không được kiểm soát. Các nhóm "akutō" (những võ sĩ hoặc nông dân chống đối Mạc phủ và các lãnh chúa) bắt đầu nổi dậy trên khắp cả nước, khiến quyền kiểm soát Mạc phủ suy yếu dần.

### Tình hình triều đình và tranh quyền giữa hai nhánh Hoàng tộc
Tại triều đình, có cuộc tranh giành ngôi vị giữa hai nhánh Hoàng tộc: Jimyōin-tō (Trì Minh Viện, hậu duệ của Thiên hoàng Go-Fukakusa) và Daikakuji-tō (Đại Giác Tự, hậu duệ của Thiên hoàng Kameyama). Hai nhánh thay nhau lên ngôi trong một hệ thống gọi là "ryōtō tecchitsu" (luân phiên nối ngôi). Hệ thống này gây ra nhiều rối loạn trong việc kế vị, hình thành các phe phái trong xã hội quý tộc, và làm cho việc kiểm soát triều đình trở nên khó khăn.

### Thiên hoàng Go-Daigo lên ngôi và cải cách
Năm 1318, Thiên hoàng Go-Daigo thuộc nhánh Daikakuji-tō lên ngôi và kế thừa các chính sách của cha ông là Thiên hoàng Go-Uda, nhằm củng cố quyền lực triều đình và tập trung quyền lực vào trung ương. Thiên hoàng Go-Daigo ngày càng gia tăng sự phản kháng đối với Mạc phủ Kamakura và được cho là đã lên kế hoạch lật đổ Mạc phủ.

#### Loạn Shōchū
Vào năm đầu tiên niên hiệu Shōchū (1324), Thiên hoàng Go-Daigo bị nghi ngờ đã lên kế hoạch lật đổ Mạc phủ. Kế hoạch này bị Rokuhara Tandai (Thám Đề Rokuhara, cơ quan giám sát Kyoto của Mạc phủ Kamakura) phát hiện, và Thiên hoàng Go-Daigo bị bắt. Sự kiện này được gọi là Shōchū no Hen (Loạn Shōchū).
Mặc dù trong thông báo chính thức từ Mạc phủ, Thiên hoàng Go-Daigo được cho là vô tội và không bị trừng phạt, nhưng cận thần của ông là Hino Suketomo bị lưu đày ra đảo Sado. Vụ việc này trở thành tiền đề dẫn đến Loạn Genkō sau đó và cũng là bước ngoặt khiến hoạt động chống Mạc phủ của Thiên hoàng Go-Daigo trở nên quyết liệt hơn.

## Kế hoạch Loạn Genkō

### Phát khởi
Thiên hoàng Go-Daigo bắt đầu lập kế hoạch lật đổ Mạc phủ Kamakura một cách nghiêm túc từ những năm 1320. Theo "Taiheiki" (Thái Bình Ký), vụ án "Shōchū no Hen" tuy được xử trắng án, nhưng lại được coi là dấu hiệu yếu kém của Mạc phủ. Trong thực tế, Thiên hoàng Go-Daigo vẫn tiếp tục âm thầm lên kế hoạch lật đổ Mạc phủ với sự kiên định, và quan điểm này đã trở thành lý thuyết chủ đạo trong lịch sử.
Theo các nhà sử học ủng hộ quan điểm truyền thống như Mori Shigeki, sự quyết tâm từ Thiên hoàng Go-Daigo trong việc lật đổ Mạc phủ tăng mạnh vào năm 1326. Năm này, một loạt các sự kiện quan trọng đã xảy ra, gây bất lợi cho Thiên hoàng Go-Daigo:
- Cái chết của Thái tử Kuniyoshi (23 tháng 4 năm 1326): Thái tử của nhánh Daikakuji qua đời, và Hoàng tử Kazuhito của nhánh Jimyōin (sau này là Thiên hoàng Kōgon) được chọn làm Thái tử.
- Thay đổi trong gia tộc Saionji: Kantō Mōshitsugi (Thân thứ Kantō), chức vụ trung gian giữa Mạc phủ Kamakura và triều đình Kyoto nhằm xử lý các vấn đề liên quan đến vùng Kantō, Saionji Kinmune ủng hộ nhánh Daikakuji qua đời, và người kế vị Saionji Sanehira lại thiên về nhánh Jimyōin.

Những sự kiện này khiến Thiên hoàng Go-Daigo mất đi lợi thế trong cuộc tranh chấp ngai vàng và ảnh hưởng chính trị, từ đó đẩy mạnh ý chí tiến hành kế hoạch lật đổ Mạc phủ.
Tuy nhiên, vào năm 2007, nhà sử học Kawachi Yoshisuke đã đưa ra giả thuyết mới rằng Thiên hoàng Go-Daigo lúc này vẫn hy vọng hợp tác với Mạc phủ, và vụ án "Shōchū no Hen" thực sự là một án oan đối với ông. Giả thuyết này được ủng hộ bởi các nhà sử học như Kameda Toshikazu và Goza Yuichi.
Kameda cho rằng, Thiên hoàng Go-Daigo chỉ thực sự quyết tâm lật đổ Mạc phủ sau khi Thái tử Yoyoshi (người thừa kế dự kiến của ông) qua đời vào năm 1330. Thái tử Yoyoshi không chỉ thông minh mà còn có địa vị cao do xuất thân từ một gia tộc quyền quý. Cái chết Thái tử Yoyoshi khiến việc duy trì dòng tộc của Thiên hoàng Go-Daigo trở nên khó khăn, và theo Kameda, có thể chính sự kiện này đã khiến Go-Daigo quyết định khởi động cuộc lật đổ Mạc phủ. Điều này cũng đồng nghĩa rằng trước thời điểm này, Go-Daigo và Mạc phủ Kamakura có thể vẫn duy trì mối quan hệ hợp tác.
Ngoài ra, quan điểm Kawachi cũng cho rằng vào khoảng thời gian này (năm Gentoku thứ 2), Mạc phủ Kamakura đã quyết định chọn Mộc Tự Cung Thân vương Yasuhito, con của Thân vương Kuniyoshi (con Thiên hoàng Go-Nijō) đã qua đời, làm người thừa kế ngai vàng trong tương lai.

### Kantō chōbuku
Theo "Taiheiki", vào mùa xuân năm 1322, Thiên hoàng Go-Daigo đã bí mật thực hiện lễ cầu nguyện "Điều phục Đông quốc" (Kantō chōbuku). Ban đầu, lễ cầu này được cho là để cầu nguyện cho hoàng hậu Saionji Kishi sinh nở an toàn, nhưng có giả thuyết cho rằng mục đích thật sự là để cầu cho sự sụp đổ Mạc phủ Kamakura. Nhà sử học Momose Keshio chỉ ra rằng lễ cầu nguyện này kéo dài từ năm 1326 và diễn ra trong khoảng 4 năm.
Tuy nhiên, Kawachi cho rằng dù Momose có đúng về mặt niên đại, nhưng Thiên hoàng Go-Daigo có thể đã thực hiện lễ cầu này với hy vọng tạo ra một tình thế thuận lợi cho việc kế vị ngôi vua. Cụ thể, ông có thể đã mong đợi sự ra đời của một hoàng tử thuộc nhánh Jimyōin để thay đổi cục diện kế thừa ngai vàng. Việc kéo dài quá mức các nghi lễ cầu nguyện sinh con đã gây ra sự nghi ngờ từ Mạc phủ, khiến Mạc phủ bắt đầu tăng cường áp lực buộc Go-Daigo phải nhường ngôi cho Hoàng tử Kazuhito. Những yếu tố này đã thúc đẩy Go-Daigo chuyển sang ý định lật đổ Mạc phủ.
Thiên hoàng Go-Daigo, cùng với các cận thần như Hino Toshimoto và Monkan-bō Kōshin, đã bắt đầu xúc tiến kế hoạch lật đổ Mạc phủ một cách chính thức, dẫn đến sự bùng nổ Chiến tranh Genkō.

## Diễn biến

### Trận chiến tại núi Kasagi

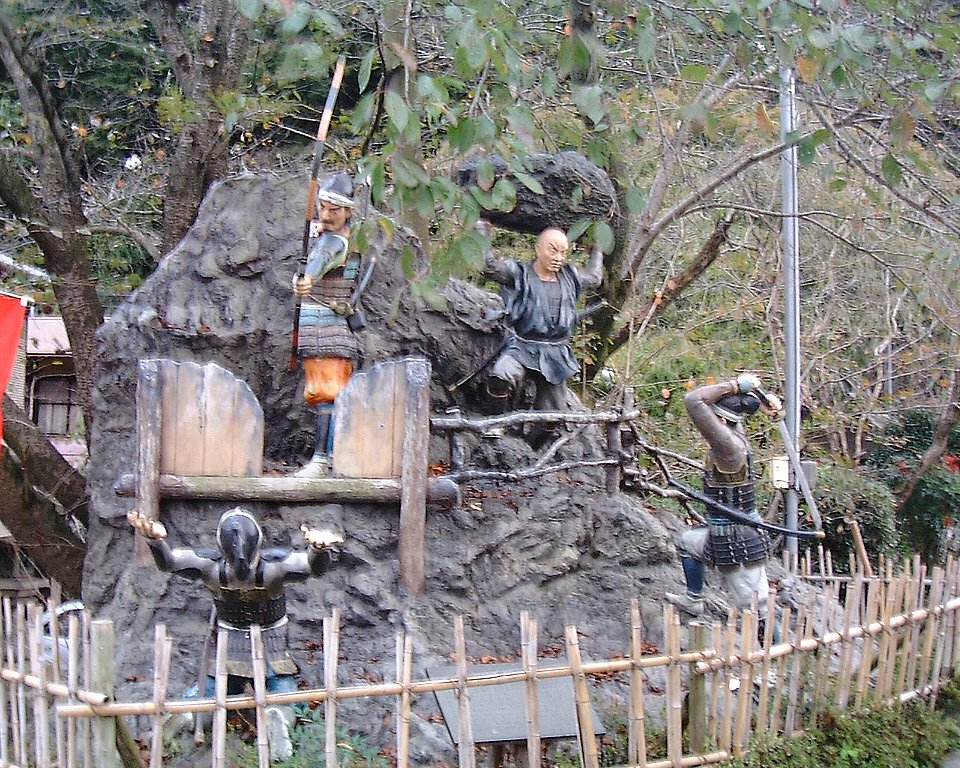
Bức tượng mô phỏng trận chiến tại núi Kasagi. Vị tướng đang chiến đấu bằng cung là Asuke Shigenori. Người đang cố gắng ném tảng đá lớn vào kẻ thù là nhà sư Honshōbō của chùa Hannya. (Kasagi-chō, huyện Sōraku, tỉnh Kyoto)

Vào ngày 5 tháng 6 năm 1331 (năm Gentoku thứ 3, ngày 29 tháng 4 âm lịch), kế hoạch lật đổ Mạc phủ của Thiên hoàng Go-Daigo bị phát hiện do cận thần Yoshida Sadafusa mật báo cho quan phủ Thám Đề Rokuhara. Ngay sau đó, Mạc phủ Kamakura đã lập tức hành động và phái binh sĩ đến hoàng cung. Thiên hoàng Go-Daigo cải trang thành phụ nữ để trốn khỏi cung điện và giả vờ đi về phía núi Hiei, nhưng thực chất lại tập hợp quân đội tại núi Kasagi thuộc tỉnh Yamashiro. Phản ứng trước cuộc khởi nghĩa này, Hoàng tử Moriyoshi, con trai của Thiên hoàng Go-Daigo, và Kusunoki Masashige từ tỉnh Kawachi cũng lần lượt khởi binh.
Mạc phủ đã phái quân đội đến bao vây núi Kasagi. Trong đội quân chinh phạt này có những nhân vật như Hōjō Sadanao, Hōjō Sadafuyu, Ashikaga Takauji, và Nitta Yoshisada. Vào tháng 9 cùng năm, núi Kasagi đã bị chiếm và Thiên hoàng Go-Daigo bị bắt giữ (sự kiện này gọi là "trận chiến núi Kasagi"). Tuy nhiên, trận chiến tại thành Shimo Akasaka, nơi Kusunoki Masashige phòng thủ, đã trở thành một cuộc chiến đầy khó khăn đối với quân đội Mạc phủ.

### Trận chiến thành Akasaka

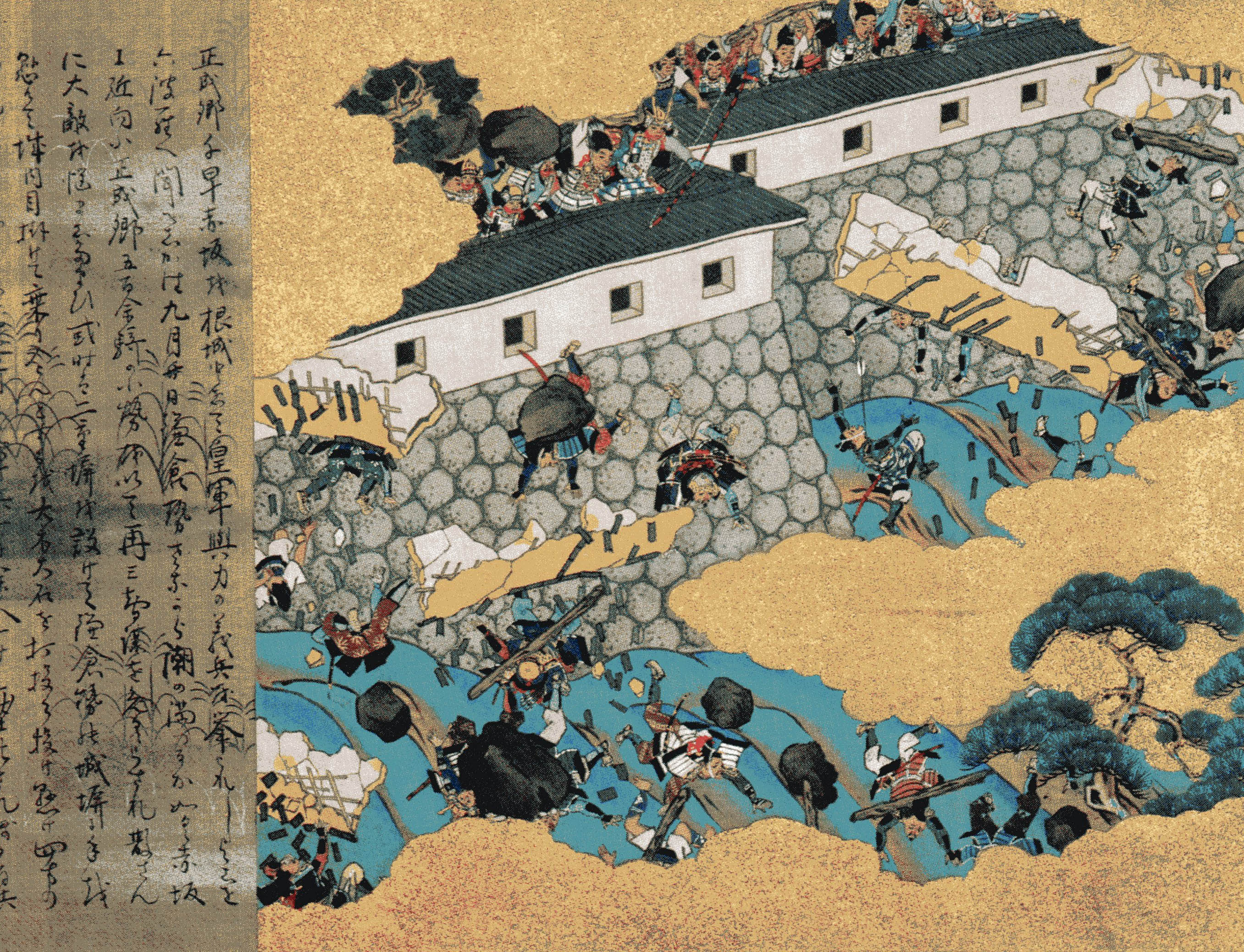
Trận chiến tại lâu đài Akasaka (trong "Cuộn tranh cuộc đời Đại Kusunoki", lưu trữ tại chùa Kan'onji).

Kusunoki Masashige đã sử dụng nhiều chiến thuật đặc biệt để chống lại quân đội Mạc phủ. Để đối phó với quân địch trèo tường thành, ông đã thả những khúc gỗ lớn từ trên cao xuống, đổ nước sôi lên quân địch và phá hủy bức tường kép để làm tổn thương quân địch, khiến quân đội Mạc phủ chịu nhiều thiệt hại. Tuy nhiên, Kusunoki Masashige hiểu rằng một cuộc chiến lâu dài sẽ không thể kéo dài mãi, và ông nhận ra rằng việc phòng thủ thành sẽ không thể duy trì lâu dài.
Cuối cùng, Kusunoki Masashige đã thực hiện một kế hoạch táo bạo, đốt cháy thành Shimo Akasaka và giả vờ tự sát để đánh lừa quân Mạc phủ, sau đó ông trốn thoát. Mặc dù quân đội Mạc phủ giành chiến thắng tạm thời trong trận chiến này, Kusunoki Masashige đã chuẩn bị sẵn sàng để tiếp tục cuộc kháng chiến chống lại Mạc phủ.

### Bắt giữ Thiên hoàng Go-Daigo
Thiên hoàng Go-Daigo cùng với cận thần Chigusa Tadaaki bị bắt giữ bởi Mạc phủ, và Hoàng tử Kōgon thuộc nhánh Jimyōin đã được lập lên ngôi. Niên hiệu cũng được đổi thành "Shōkei" (Chính Khánh). Vào năm Genkō thứ 2 /Shōkei nguyên niên (1332), những người trung thành với Thiên hoàng Go-Daigo như Hino Toshimoto, Kitabatake Tomoyuki, Hino Suketomo bị xử tử, và Thiên hoàng Go-Daigo cũng bị lưu đày đến đảo Oki. Điều này tạm thời làm cho phong trào lật đổ Mạc phủ bị đàn áp.
Mặc dù vào thời điểm đó, phong trào lật đổ Mạc phủ tưởng chừng đã bị dập tắt, nhưng các lực lượng chống đối như Hoàng tử Moriyoshi và Kusunoki Masashige vẫn tiếp tục hoạt động, và sau đó, cuộc nổi dậy Genkō lại bùng nổ.

### Trận chiến thành Chihaya
Sau khi Thiên hoàng Go-Daigo bị lưu đày đến đảo Oki, Hoàng tử Moriyoshi và tướng quân Kusunoki Masashige vẫn tiếp tục ẩn náu, chờ đợi cơ hội để tiến hành lật đổ Mạc phủ. Kusunoki Masashige đã nổi dậy tại thành Chihaya nằm ở núi Kongō thuộc tỉnh Kawachi, trong khi Hoàng tử Moriyoshi cũng nổi dậy tại Yoshino và ban hành chiếu chỉ kêu gọi lật đổ Mạc phủ. Vào cuối năm Genkō thứ 2/Shōkei nguyên niên (1332), Kusunoki đã chiếm lại thành Akasaka, và đến năm Genkō thứ 3/Shōkei thứ 2 (1333), ông đánh bại quân đội của Thám Đề Rokuhara tại Tennōji ở tỉnh Settsu, đẩy mạnh phong trào chống Mạc phủ.

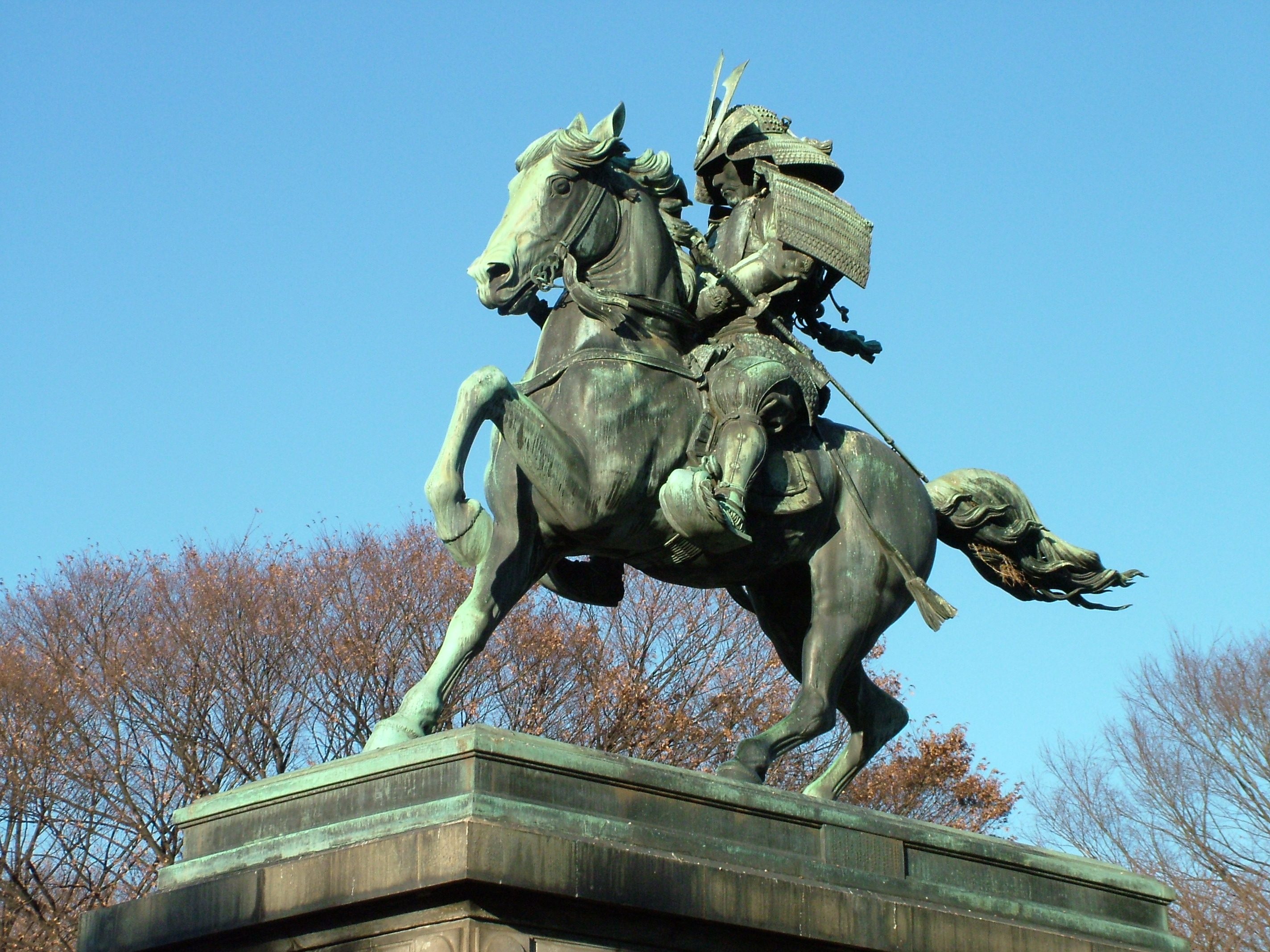
Bức tượng Kusunoki Masashige bên ngoài Cung điện Hoàng gia ở Tokyo

Để đối phó, Mạc phủ đã cử một đội quân lớn do anh em Hōjō Ietoki và Hōjō Takanao, cùng với Hōjō Munenori, dẫn đầu. Đầu tiên, quân đội Mạc phủ tấn công thành Akasaka Thượng do đồng minh của Kusunoki là Hirano Shigeyoshi và em trai của Kusunoki, Kusunoki Masasue, bảo vệ. Thành này có phòng thủ vững chắc, gây khó khăn cho quân Mạc phủ, nhưng cuối cùng Hirano Shigeyoshi đã phải đầu hàng sau khi bị cắt đứt nguồn nước. Tại Yoshino, Hoàng tử Moriyoshi cũng bị đánh bại.
Lúc này, lực lượng Kusunoki Masashige chỉ còn lại một đội quân nhỏ đang cố thủ tại thành Chihaya. Tuy nhiên, Kusunoki đã sử dụng các chiến thuật thông minh để làm rối loạn quân đội Mạc phủ, chẳng hạn như tạo ra những hình nộm mặc giáp để đánh lạc hướng địch. Quân Mạc phủ cố gắng cắt đứt nguồn nước của thành, nhưng trong thành đã có sẵn nguồn nước nên kế hoạch này không thành công.
Kusunoki còn cho một số binh lính ra khỏi thành để tấn công bất ngờ quân Mạc phủ, cướp cờ của họ và treo lên thành để chế giễu, nâng cao tinh thần quân lính. Bằng những chiến thuật này, Kusunoki Masashige đã bảo vệ thành Chihaya suốt 90 ngày chống lại một đội quân lớn Mạc phủ.
Việc quân đội Mạc phủ không thể chiếm được thành Chihaya lan truyền khắp cả nước, làm tăng cường phong trào chống Mạc phủ. Nhiều samurai vốn đã có sẵn bất mãn với Mạc phủ ở khắp các vùng bắt đầu hưởng ứng phong trào lật đổ của Thiên hoàng Go-Daigo, mở rộng cuộc nổi dậy trên toàn quốc. Trận chiến tại thành Chihaya đã trở thành một trong những nguyên nhân dẫn đến sự sụp đổ Mạc phủ Kamakura.

### Chiến lược tấn công Rokuhara
Tại tỉnh Harima, Akamatsu Norimura (còn được gọi là Enshin) đã khởi binh và tập hợp những người ủng hộ Thiên hoàng Go-Daigo để tiến quân về Kyoto. Thấy tình hình như vậy, vào tháng hai nhuận, Thiên hoàng Go-Daigo đã nhận được sự trợ giúp từ Nawa Nagatoshi để thoát khỏi đảo Oki và đến vùng núi Senjō thuộc tỉnh Hōki. Tại đây, Thiên hoàng Go-Daigo đã ban hành chiếu chỉ kêu gọi lật đổ Mạc phủ và phát động phong trào chống lại Mạc phủ Kamakura trên toàn quốc. Sự kiện này được biết đến với tên gọi "Trận núi Senjō".
Để đối phó, Mạc phủ Kamakura đã cử Ashikaga Takauji và Hōjō Takaie làm viện binh để tiêu diệt Thiên hoàng Go-Daigo. Tuy nhiên, vào ngày 27 tháng 4, Hōjō Takaie bị Akamatsu Norimura giết chết. Sau đó, Ashikaga Takauji quyết định phản bội Mạc phủ và quay sang chống lại họ. Takauji đã khởi binh tại đền Yawata Shinomura ở tỉnh Tanba, chuyển sang phe chống Mạc phủ.
Vào ngày 7 tháng 5, Ashikaga Takauji, phối hợp với Sasaki Takauji và Akamatsu Norimura, đã tấn công và đánh bại Thám Đề Rokuhara tại Kyoto. Với chiến thắng này, Kyoto rơi vào tay phe Thiên hoàng Go-Daigo, và Thám Đề Rokuhara, căn cứ Mạc phủ Kamakura tại Kyoto, đã hoàn toàn bị tiêu diệt. Các chỉ huy Thám Đề Rokuhara thuộc họ Hōjō như Hōjō Nakatoki và Hōjō Tokimasu đã cố gắng trốn về miền Đông, nhưng vào ngày 9 tháng 5, họ bị dồn đến tình thế tự sát tại chùa Renge-ji ở tỉnh Ōmi.
Sau sự sụp đổ của Thám Đề Rokuhara, Thiên hoàng Kōgon, Thượng hoàng Go-Fushimi và Thượng hoàng Hanazono đều bị bắt giữ, và Kyoto hoàn toàn nằm dưới sự kiểm soát của phe Thiên hoàng Go-Daigo. Thám Đề Rokuhara sụp đổ đã đánh dấu một bước ngoặt quan trọng, làm suy yếu nghiêm trọng quyền lực Mạc phủ Kamakura và góp phần thúc đẩy phong trào lật đổ Mạc phủ.

### Chiến lược tấn công Kamakura
Vào ngày 8 tháng 5 năm 1333, Nitta Yoshisada đã khởi binh tại đền Ikushina Myojin ở tỉnh Kōzuke, bắt đầu chiến dịch lật đổ Mạc phủ Kamakura. Ban đầu, lực lượng Nitta không lớn, nhưng sau khi gia nhập với Senjuō (Ashikaga Yoshiakira, con trai của Ashikaga Takauji), đội quân Nitta nhanh chóng mở rộng, đạt tới hàng vạn người.
Để đối phó, Mạc phủ Kamakura, do Hōjō Takatoki đứng đầu, đã cử Hōjō Yasuie và các tướng lĩnh khác để chống lại Nitta Yoshisada. Tuy nhiên, sự phản bội và rút lui của nhiều gokenin khiến lực lượng Mạc phủ yếu dần, dẫn đến thất bại nặng nề trong các trận chiến tại Kotesashi và Bubaigawara. Lực lượng Nitta tiếp tục tiến về Kamakura, mở ba hướng tấn công vào thành phố. Các ngọn đồi bảo vệ Kamakura như Gokuraku-kiridōshi, Kobukuro-saka và Keshō-saka là những pháo đài tự nhiên và đã chứng kiến kháng cự mạnh mẽ từ quân đội Mạc phủ. Tại Gokuraku-kiridōshi, tướng quân Nitta Ōdachi Muneuji đã hy sinh trong một trận đánh ác liệt.
Trận chiến kéo dài dẫn đến tình thế bế tắc, nhưng Nitta Yoshisada đã sử dụng một chiến thuật táo bạo: tấn công từ bờ biển Inamuragasaki, nơi được bảo vệ ít hơn. Cuộc tấn công bất ngờ này giúp quân Nitta xâm nhập vào thành Kamakura. Trong các cuộc chiến tranh đô thị sau đó, nhiều lãnh đạo quan trọng Mạc phủ, bao gồm Shikken Hōjō Moritoki và Hōjō Mototoki, đã bị giết hoặc tự sát, khiến trung tâm quyền lực Mạc phủ sụp đổ.
Cao trào sự diệt vong là vào ngày 22 tháng 5, khi khoảng 800 thành viên gia tộc Hōjō, bao gồm cả Tộc trưởng Hōjō Takatoki, đã tự sát tại ngôi đền Tōshōji trong sự kiện được gọi là "Trận chiến Tōshōji". Với sự kiện này, Mạc phủ Kamakura, sau hơn 150 năm cai trị, đã bị tiêu diệt hoàn toàn. Phong trào lật đổ Mạc phủ do Thiên hoàng Go-Daigo khởi xướng đã thành công vang dội, đánh dấu sự kết thúc thời kỳ Kamakura và khởi đầu cho thời kỳ Nam Bắc triều đầy biến động trong lịch sử Nhật Bản.

### Kyūshū
Vào cùng thời điểm Mạc phủ Kamakura sụp đổ ở Kamakura, các thế lực Mạc phủ tại Kyūshū cũng rơi vào tình trạng suy tàn. Hōjō Hidetoki, người đứng đầu cơ quan điều hành Trấn Tây Thám Đề (phụ trách việc cai quản Kyūshū của Mạc phủ), bị tấn công bởi những gia tộc hùng mạnh trong khu vực như Shoni Sadatsune, Ōtomo Sadamune, và Shimazu Sadahisa. Những thất bại tại chính quốc (vùng trung tâm Kamakura) đã thúc đẩy sự nổi dậy của các thế lực chống lại Mạc phủ ở Kyūshū.
Vào ngày 25 tháng 5 năm 1333, Hōjō Hidetoki đã tự sát tại Hakata, đánh dấu sự kết thúc quyền lực Mạc phủ Kamakura tại Kyūshū. Như vậy, Kyūshū cũng đã nằm dưới sự kiểm soát của phe ủng hộ Thiên hoàng Go-Daigo. Sự sụp đổ của Mạc phủ Kamakura ở Kyūshū là một phần quan trọng trong tiến trình diệt vong của Mạc phủ trên toàn quốc.

## Hậu chiến

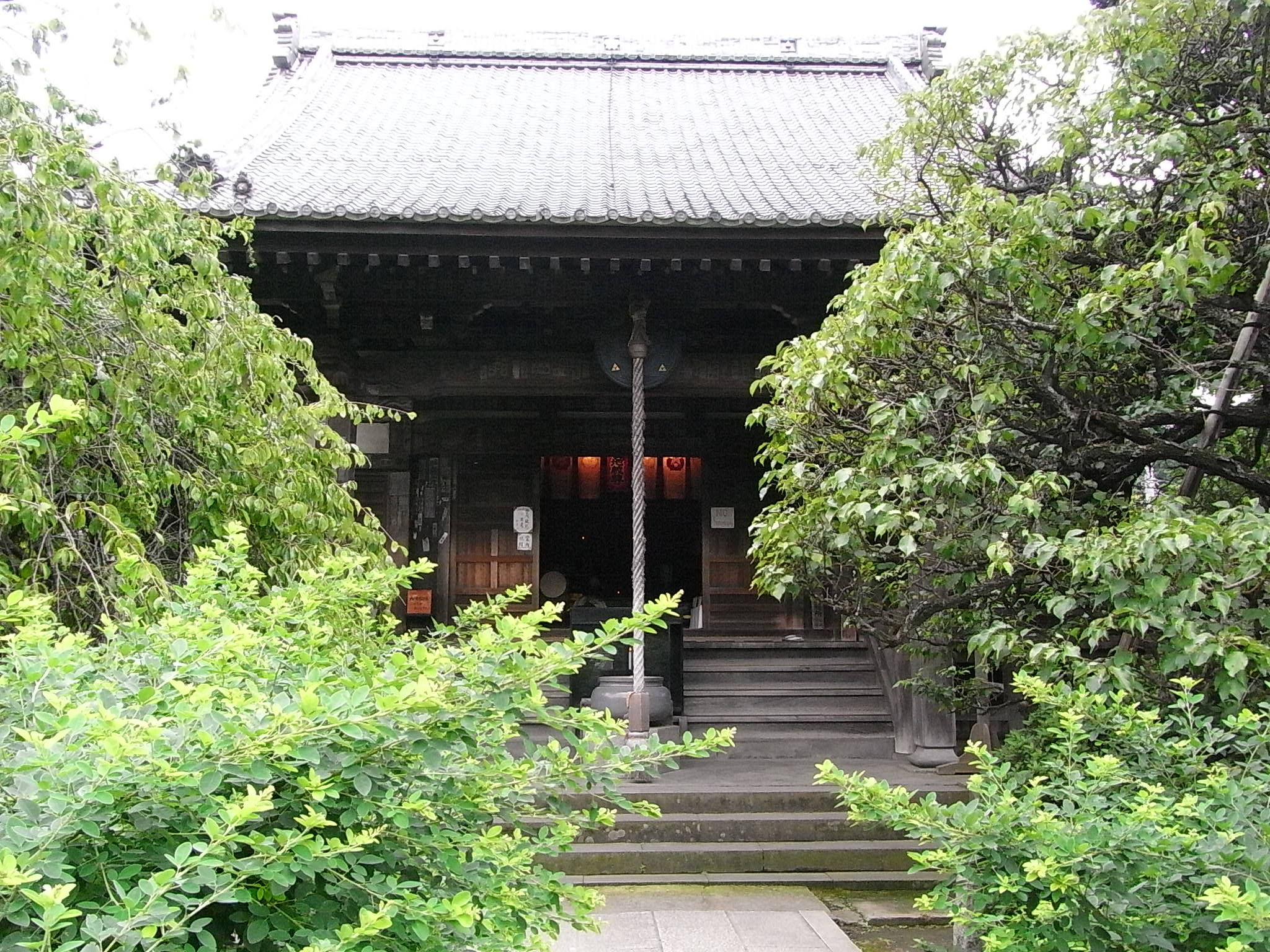
Chùa Hōkai

Sau khi Mạc phủ Kamakura sụp đổ, Thiên hoàng Go-Daigo vẫn dành sự tưởng nhớ cho Hōjō Takatoki bằng cách ra lệnh cho Ashikaga Takauji xây dựng chùa Hōkai-ji trên nền nhà cũ của Takatoki vào năm Kenmu thứ 2 (1335). Việc xây dựng chùa này tạm thời bị gián đoạn do chiến tranh, nhưng sau khi Takauji dẹp loạn trong cuộc nội chiến Kannō, ông tiếp tục hoàn thành việc xây dựng ngôi chùa vào khoảng năm 1354, thực hiện di nguyện của Thiên hoàng Go-Daigo.
Mặt khác, Hōjō Tokiyuki, con trai của Hōjō Takatoki, đã phát động cuộc nổi loạn Nakasendai vào năm 1335 nhằm chống lại Ashikaga Takauji nhưng thất bại. Sau đó, Tokiyuki đứng về phía Thiên hoàng Go-Daigo. Tuy nhiên, khi cuộc nội chiến giữa Nam triều và Bắc triều bùng nổ, ông tiếp tục đối đầu với Takauji và cuối cùng bị đánh bại, và xử trảm. Hành động Tokiyuki là một ví dụ cho thấy gia tộc Hōjō vẫn nỗ lực khôi phục Mạc phủ Kamakura ngay cả sau khi nó đã sụp đổ.

## Ảnh hưởng
Cuộc vận động lật đổ Mạc phủ Kamakura của Thiên hoàng Go-Daigo đã thành công, mở ra một thời kỳ mới gọi là "Tân chính Kemmu" (Kenmu no Shinsei) khi ông trở về nắm quyền. Đây là chế độ tập trung quyền lực do chính Thiên hoàng điều hành, nhằm thực hiện các cải cách chính trị. Tuy nhiên, chính quyền này chỉ tồn tại trong vòng 3 năm trước khi sụp đổ do cuộc chiến với Ashikaga Takauji, được gọi là "Loạn Kenmu".
Theo quan điểm truyền thống từ tác phẩm "Taiheiki" và lý thuyết của nhà sử học Satō Shinichi vào thập niên 1960, Thiên hoàng Go-Daigo bị cho là đã thực thi những chính sách độc tài và không thực tế, đặc biệt là việc lạnh nhạt với tầng lớp võ sĩ. Ông được cho là đã thiên vị các quý tộc triều đình (kuge) và không ban thưởng xứng đáng cho các võ sĩ có công trong cuộc nổi dậy Genkō, dẫn đến việc mất lòng tin từ họ và sự phản kháng của Ashikaga Takauji, người đã lật đổ chính quyền Kenmu và thành lập Mạc phủ Muromachi.
Tuy nhiên, từ sau năm 2000, vai trò chính trị Thiên hoàng Go-Daigo đã được đánh giá lại. Theo những nghiên cứu mới, các chính sách của ông trong Tân chính Kemmu là sự kết hợp hợp lý giữa luật pháp của nhánh Daikakuji và hệ thống Mạc phủ Kamakura. Những chính sách này đã công nhận sức mạnh tầng lớp võ sĩ và phân phát phần thưởng một cách phù hợp. Điều này giúp hình thành cái nhìn mới rằng Thiên hoàng Go-Daigo không phải là một vị vua độc tài, mà là một nhà cải cách thích ứng với các thách thức thời đại.
Ngoài ra, có ý kiến cho rằng Ashikaga Takauji luôn giữ sự tôn trọng đối với Thiên hoàng Go-Daigo, và nhiều cải cách mà Thiên hoàng thực hiện sau này được kế thừa trong Mạc phủ Muromachi. Nhờ vậy, cuộc vận động lật đổ Mạc phủ và Tân chính Kemmu đã trở thành một bước ngoặt quan trọng trong lịch sử chính trị Nhật Bản.

## Tên gọi

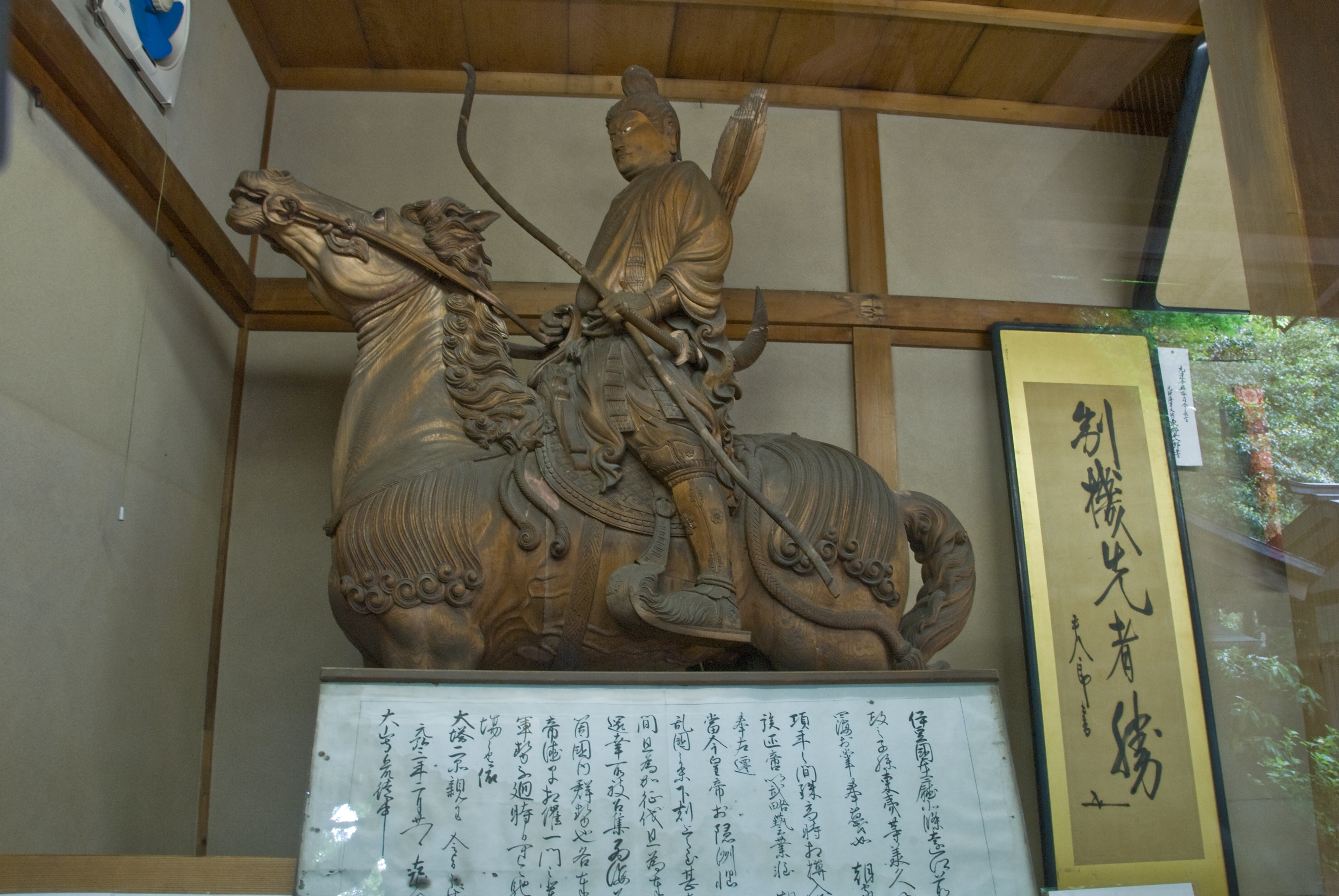
Tượng Hoàng tử Morinaga tại đền Kamakura-gu, Kamakura

Về các thuật ngữ liên quan đến cuộc nội loạn này, có hai cụm từ thường được sử dụng là "Chiến tranh Genkō" (Genkō no Ran) và "Loạn Genkō" (Genkō no Hen).
Theo bài viết "Chiến tranh Genkō" của Fukuda Toyohiko trong "Từ điển Quốc sử Đại từ điển" (Kokushi Daijiten), "Chiến tranh Genkō" ám chỉ toàn bộ cuộc chiến từ khi kế hoạch lật đổ Mạc phủ bị phát hiện vào năm Gentoku thứ 3 (tức Genkō nguyên niên, 1331) cho đến sự sụp đổ Mạc phủ Kamakura vào năm Genkō thứ 3/Shōkei thứ 2 (1333) và khởi đầu Tân Chính Kenmu.
Trong khi đó, "Loạn Genkō" được hiểu là một sự kiện nằm trong "Chiến tranh Genkō". Thuật ngữ này thường dùng để chỉ khoảng thời gian từ khi bắt đầu nội loạn cho đến khi Thiên hoàng Go-Daigo bị bắt, buộc phải thoái vị và bị lưu đày đến đảo Oki, trong đó nhiều cận thần của ông cũng bị xử tử. Các nhà nghiên cứu lịch sử Nhật Bản thời trung đại như Mori Shigeaki, Arai Takashige và Ikoma Takaomi đều sử dụng cách phân biệt này.
Mặt khác, trong các tài liệu thuộc lĩnh vực ngoài lịch sử Nhật Bản, chẳng hạn như "Từ điển Quốc ngữ Nhật Bản" (Nihon Kokugo Daijiten), phiên bản thứ hai, và bài viết "Loạn Genkō" của Gomi Katsuo trong "Nhật Bản Đại Bách khoa Toàn thư" (Nihon Daihyakka Zensho) , thì thuật ngữ "Loạn Genkō" được sử dụng để chỉ toàn bộ cuộc chiến từ năm 1331 đến 1333, tức là đồng nghĩa với "Chiến tranh Genkō".

## Thời gian cuộc chiến
Về thời điểm bắt đầu, không rõ cuộc kế hoạch lật đổ Mạc phủ được chuẩn bị từ khi nào, nên chưa thể xác định một cách rõ ràng ngay lập tức. Tuy nhiên, vào ngày 29 tháng 4 năm Gentoku thứ 3 (tức ngày 5 tháng 6 năm 1331), Yoshida Sadafusa đã mật báo cho Thám Đề Rokuhara về âm mưu phản loạn, và khi thông tin này được truyền tới Kanto, sự kiện này bắt đầu nổi lên. Đáp lại, từ Kamakura, hai sứ giả "truy đuổi phản loạn" là Nagasaki Takasada và Takanao Nanjo đã được cử đi, tạo ra mâu thuẫn quân sự. Do đó, cuộc chiến tranh sau đó được bắt đầu từ sự kiện mật báo này.
Về thời điểm kết thúc của "Chiến tranh Genkō", có nhiều mốc quan trọng được đưa ra, tùy thuộc vào sự kiện nào được coi là kết thúc hoàn toàn cuộc chiến này.
- Ngày 22 tháng 5 năm Genkō thứ 3/Shōkei thứ 2 (tức ngày 4 tháng 7 năm 1333):

- Trận Tōshōji kết thúc với việc người đứng đầu gia tộc Hōjō là Hōjō Takatoki tự sát. Đây là sự kiện đánh dấu sự sụp đổ Mạc phủ Kamakura, dù sức mạnh quân sự của Trấn Tây Thám Đề vẫn chưa hoàn toàn bị tiêu diệt.

- Ngày 25 tháng 5 năm Genkō thứ 3/Shōkei thứ 2  (tức ngày 7 tháng 7 năm 1333):

- Trấn Tây Thám Đề sụp đổ và Thiên hoàng Kōgon bị phế truất, đánh dấu sự kết thúc giai đoạn quan trọng trong phong trào chống lại Mạc phủ. Nhà sử học Mori Shigeaki cho rằng đây là thời điểm kết thúc sự sụp đổ Mạc phủ Kamakura.

- Ngày 26 tháng 5 năm Genkō thứ 3 (tức ngày 8 tháng 7 năm 1333):

- Trưởng Môn Thám Đề đầu hàng, cơ quan cuối cùng của Mạc phủ Kamakura. Một số nhà sử học coi đây là thời điểm chấm dứt hoàn toàn Mạc phủ Kamakura.

- Ngày 5 tháng 6 năm Genkō thứ 3 (tức ngày 17 tháng 7 năm 1333):

- Thiên hoàng Go-Daigo trở về Kyoto và ông bắt đầu thực hiện Tân chính Kemmu (Kenmu no Shinsei) đánh dấu sự kiện chính trị trung tâm hóa quyền lực của triều đình. "Từ điển quốc sử" (Kokushi Daijiten) và một số tài liệu khác cho rằng ngày này đánh dấu sự kết thúc chính thức của "Chiến tranh Genkō".